# 森下加奈
森下 加奈（もりした かな、1985年9月24日 - ）は日本の女優・グラビアアイドル。
神奈川県出身、血液型A型。身長155cm、スリーサイズB82W59H80、S23.5cm（2001年）→B85W59H80、Dカップ（2004年）。特技は手話、趣味はカラオケ。

## 来歴
1999年に14歳でデビュー。最初の仕事は人気テレビドラマ『3年B組金八先生』第5シリーズで、アイドルを夢見る生徒・太田アスミ役を演じる。以後、『あかたのげん』出演のほか雑誌『ピチレモン』のモデルにも挑戦。また、幼い容貌とふっくらとした体型を生かして制服やスクール水着を主体にした男性誌グラビアも多くこなした。
2004年3月大東学園高等学校を卒業。
2002年3月、学業への専念を理由に所属事務所のFAN STATION（現在：あむ・はうす）から脱退し、以後芸能活動を休止。高校卒業後の2004年末には雑誌『フラッシュ・エキサイティング 』の金八OB特集で久々に姿を見せ、袋とじグラビアではブラ外し系のセミヌードも披露。翌年には誌上で新事務所がブルージェイイーストに決定したことが発表されたが、その後の活動は少数のグラビアのみで目だった活動は行わず、2007年5月5日に結婚した。

## 出演

### テレビドラマ
- 3年B組金八先生（TBS） - 太田アスミ 役
  - 3年B組金八先生第5シリーズ（1999年10月14日 - 2000年3月30日）
  - 3年B組金八先生スペシャル 友を信じる心（2001年4月5日）
  - 3年B組金八先生ファイナル「最後の贈る言葉」（2011年3月27日）

### テレビ番組
- あかたのげん（2000年4月 - 2004年3月、テレビ東京）

### 写真集
- 14歳 夏にっき（2000年8月31日、宙出版） - 小町剛廣撮影
- なっちゃった!（2001年10月19日、ぶんか社） - SHOWN撮影

### イメージビデオ
- ファイナル・ビューティー（2001年12月20日、竹書房） - VHS・DVD

## 参考
1. ↑  14歳 夏にっき（宙出版）
2. ↑  フラッシュ・エキサイティング 2004年12月5日（光文社）
3. ↑  撮影けんじろう｜金田美香のブログ『かねだみかのぶっぶろぐ＋（プラス）』（2007年5月5日記事）